# Capnolymma ishiharai
Capnolymma ishiharai är en skalbaggsart som beskrevs av Ohbayashi N. 1994. Capnolymma ishiharai ingår i släktet Capnolymma och familjen långhorningar. Inga underarter finns listade.